# Prjamaja (kulle)
Prjamaja är en kulle i Antarktis. Den ligger i Östantarktis. Australien gör anspråk på området. Toppen på Prjamaja är 1 061 meter över havet.
Terrängen runt Prjamaja är huvudsakligen platt. Trakten är obefolkad. Det finns inga samhällen i närheten.